# Luigi Facta
Luigi Facta (1861 - 1930) va ser un periodista i polític italià, darrer Primer Ministre d'Itàlia abans de Benito Mussolini.

## Biografia
Nascut a Pinerolo, al Piemont, va estudiar dret i va exercir el periodisme; el 1892 va ser elegit diputat pel Partit Liberal, ocupant diverses carteres ministerials i defensant la neutralitat italiana en la primera guerra mundial, però després va defensar la col·laboració amb els aliats. La crisi deslligada per la guerra va desestabilitzar al govern fins al punt que Facta no va ser capaç d'arribar a un acord amb la resta de forces polítiques. La marxa sobre Roma en 1922 dels feixistes va acabar per destruir al govern, Facta no va poder reaccionar i el Rei va encarregar govern a Mussolini. Va ser, doncs, un dels responsables de la capitulació de la Itàlia liberal.